# 香川県道205号多度津丸亀線
香川県道205号多度津丸亀線（かがわけんどう205ごう たどつまるがめせん）は、香川県仲多度郡多度津町から丸亀市に至る一般県道である。

## 概要

### 路線データ
- 起点：香川県仲多度郡多度津町大字見立（香川県道21号丸亀詫間豊浜線交点）
- 終点：香川県丸亀市中府町2丁目（香川県道33号高松善通寺線交点）

## 歴史
- 2021年（令和3年）
  - 3月28日 - 多度津工区（延長0.9 km）全線開通[3]。
  - 6月1日 - 仲多度郡多度津町大字庄 - 丸亀市城西町交差点間の旧道の県道指定が解除される[4][5]。

## 路線状況

### バイパス
- 多度津工区（0.9 km、2021年（令和3年）3月28日に全線開通[3]）

## 地理

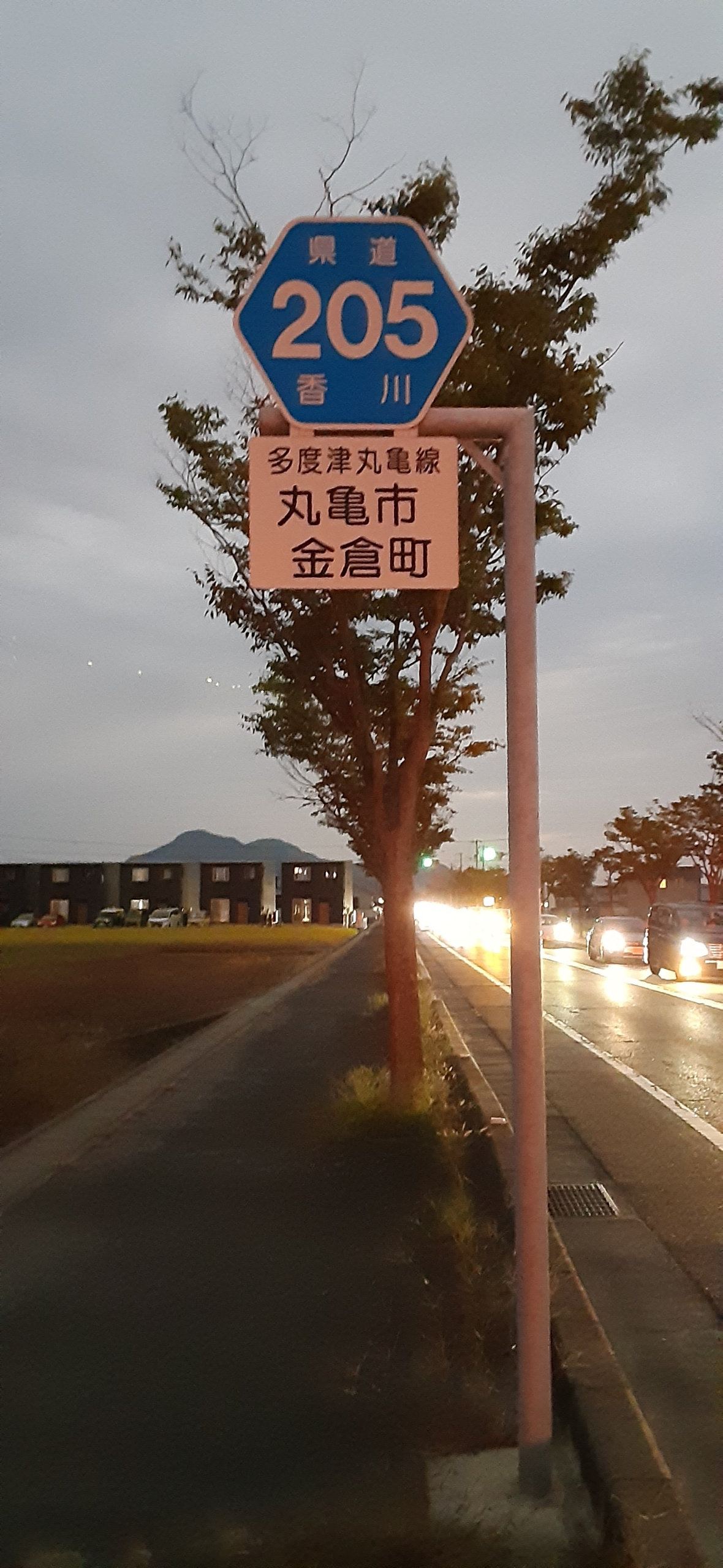
県道標識

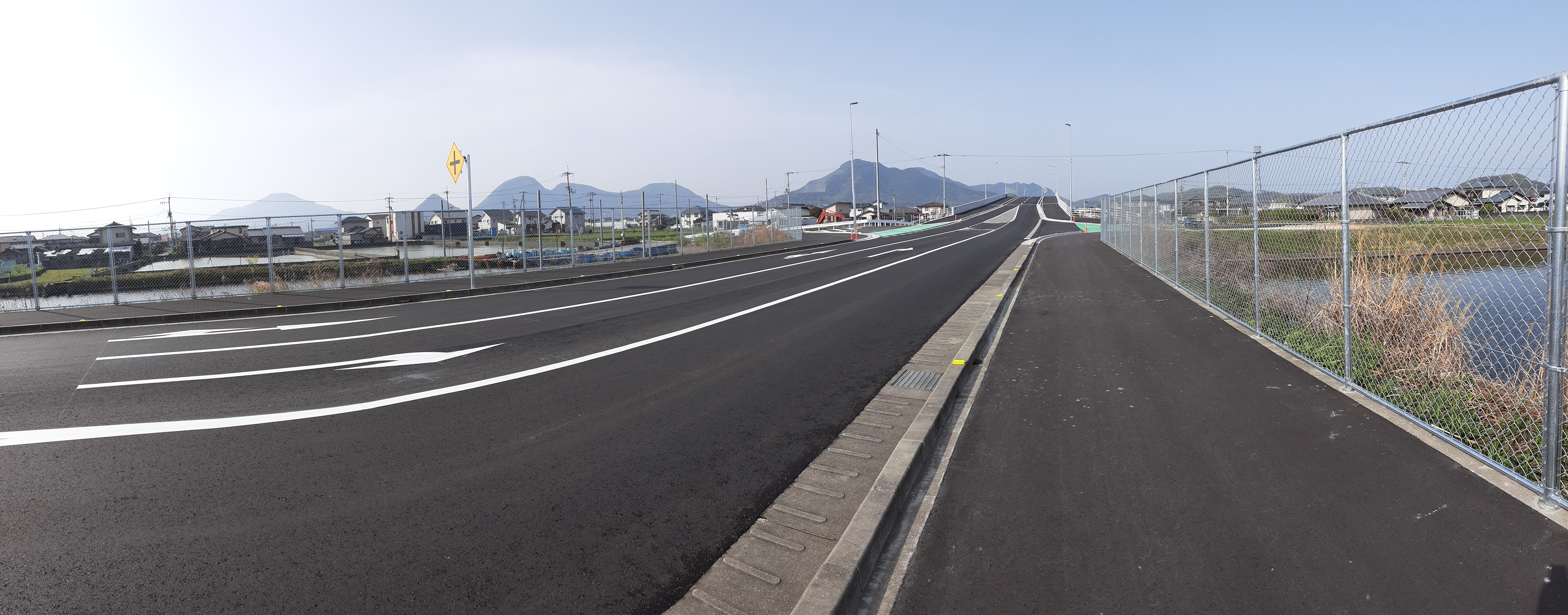
多度津町 新池付近

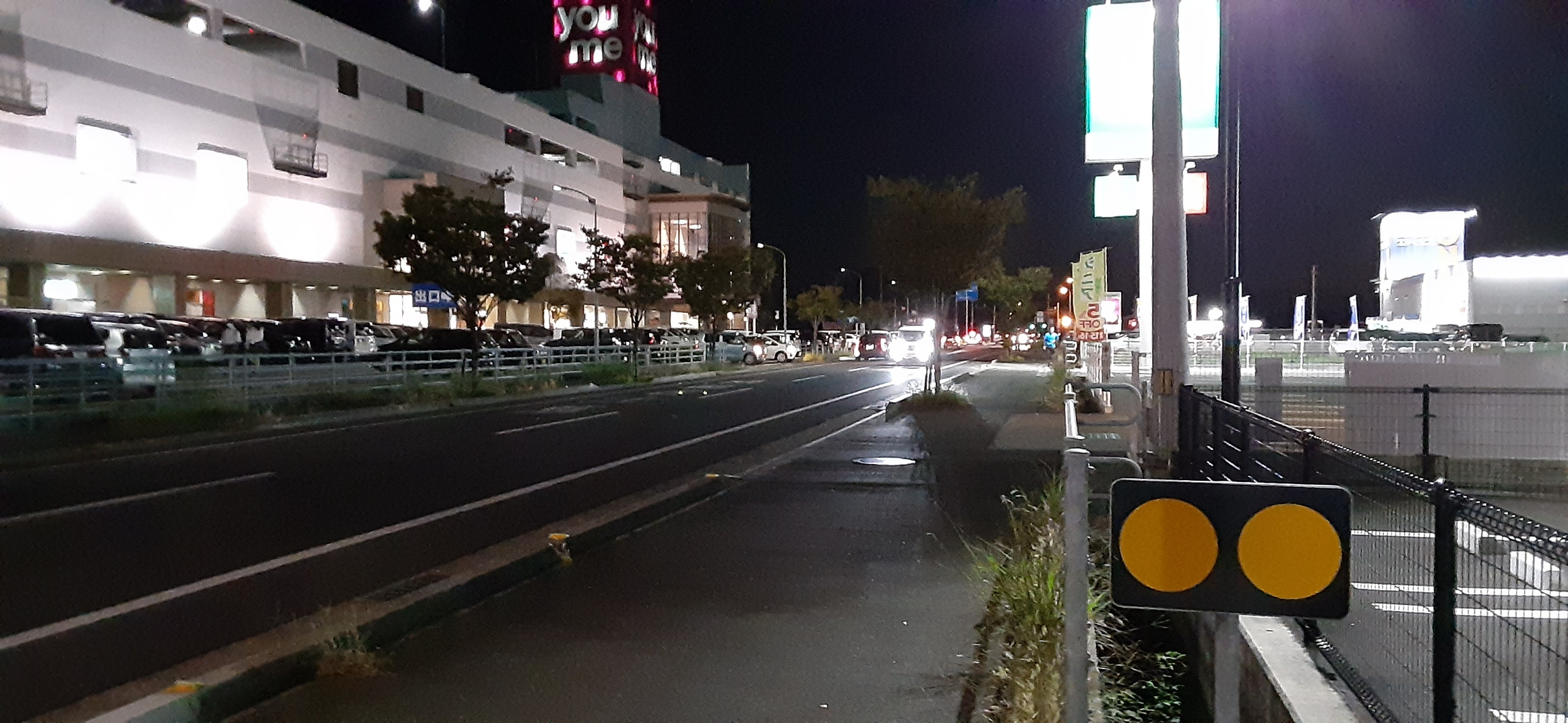
ゆめタウン丸亀付近

### 通過する自治体
- 仲多度郡多度津町
- 丸亀市

### 交差する道路
| 交差する道路                | 市町村名 | 市町村名 | 交差する場所 | 交差する場所 |
| --------------------------- | -------- | -------- | ------------ | ------------ |
| 香川県道21号丸亀詫間豊浜線  | 仲多度郡 | 多度津町 | 大字見立     | 起点         |
| 香川県道217号西白方善通寺線 | 仲多度郡 | 多度津町 | 大字山階     |              |
| 香川県道216号山階多度津線   | 仲多度郡 | 多度津町 | 大字山階     |              |
| 香川県道212号多度津善通寺線 | 仲多度郡 | 多度津町 | 大字庄       |              |
| 香川県道25号善通寺多度津線  | 仲多度郡 | 多度津町 | 大字道福寺   |              |
| 香川県道33号高松善通寺線    | 丸亀市   | 丸亀市   | 中府町2丁目  | 終点         |

### 交差する鉄道
- 土讃線

### 沿線

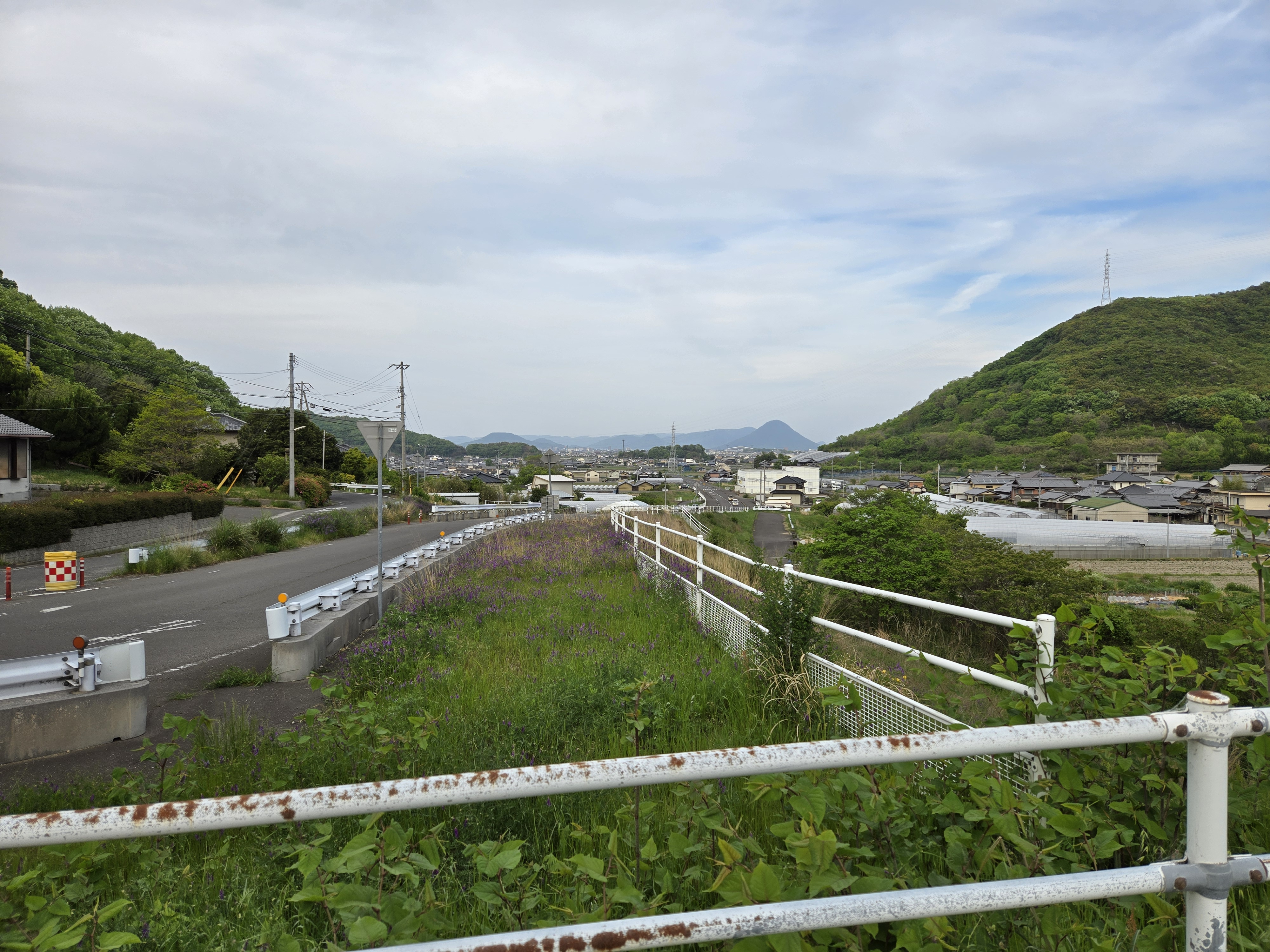
多度津町 奥白方付近

- 多度津町立豊原小学校
- 丸亀市立城坤小学校
- 丸亀市立西中学校
- 香川県立丸亀高等学校
- 香川県立丸亀城西高等学校
- 丸亀警察署 豊原駐在所
- ゆめタウン丸亀
- 多度津町 奥白方付近四国計測工業本社・多度津工場